# Vipio walkeri
Vipio walkeri är en stekelart som först beskrevs av Dalla Torre 1898.  Vipio walkeri ingår i släktet Vipio och familjen bracksteklar. Inga underarter finns listade i Catalogue of Life.